# Alizarinrot S
Alizarinrot S (auch C.I. Mordant Red 3, Alizarin Karmin, C.I 58005) ist ein Farbstoff und pH-Indikator aus der Gruppe der Alizarine.

## Eigenschaften
Alizarinrot S wurde 1871 von Carl Gräbe and Carl Theodor Liebermann entwickelt. Es ist ein pH-Indikator für pH 4,3–6,3 und pH 9,4–12,0. Alizarinrot S wird in der Histologie und Pathologie zur histologischen Färbung von Calciumverbindungen verwendet und färbt Calcium ziegelrot. Die Färbung von Calcium erfolgt am besten bei pH 9. Die Färbung mit Alizarinrot S ist die Standardmethode bei der mikroskopischen Quantifizierung der Mineralisierung von Osteoblasten. In Verbindung mit Alcianblau wird es zur Färbung von Skeletten von Mäusen verwendet.
In der Augenheilkunde wird Alizarinrot S zur Untersuchung von Verkalkungen in der Augenlinse eingesetzt. In Korallen wird Alizarinrot S zur Färbung von täglichen Wachstumsschichten verwendet. Ebenso wird es in der Geologie zur Färbung von Carbonaten eingesetzt. Obwohl unter den Anthrachinon-Derivaten einige genotoxisch sind und in doppelsträngige DNA interkalieren, ist Alizarinrot S weder zyto- noch genotoxisch.

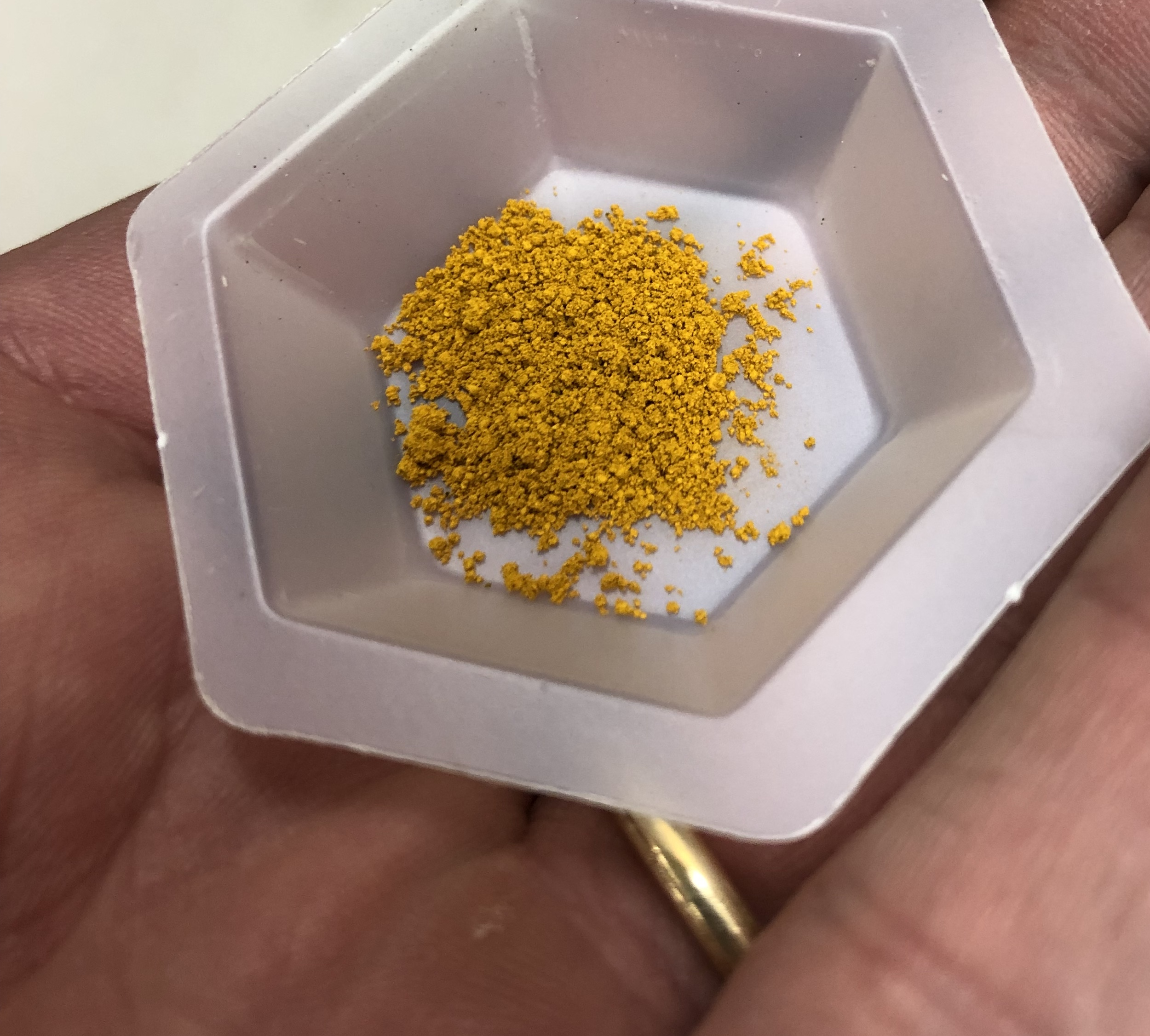
Alizarinrot S als Pulver
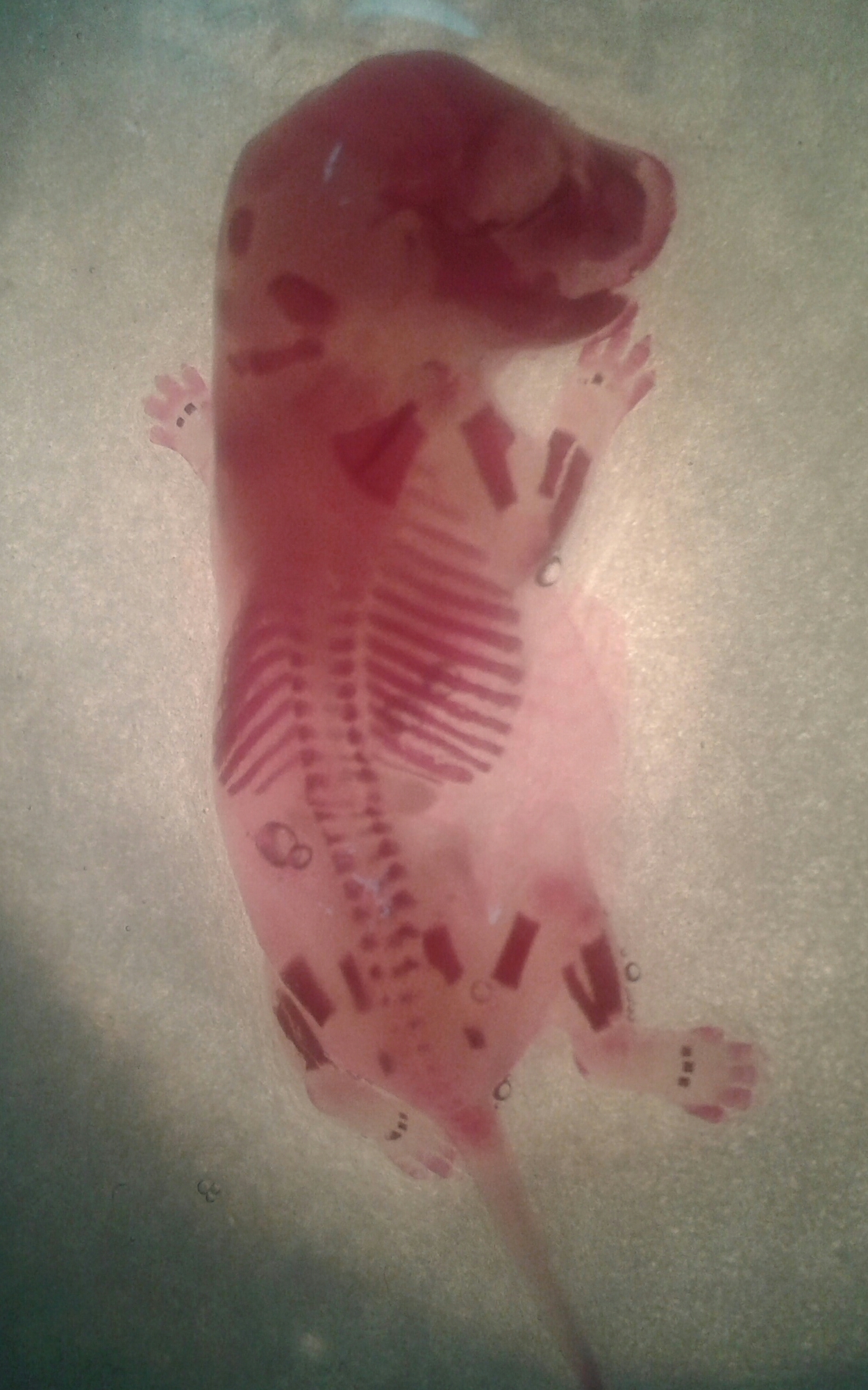
Skelettfärbung bei einer Ratte, mit Calcium-reichen Bereichen in dunkelrot
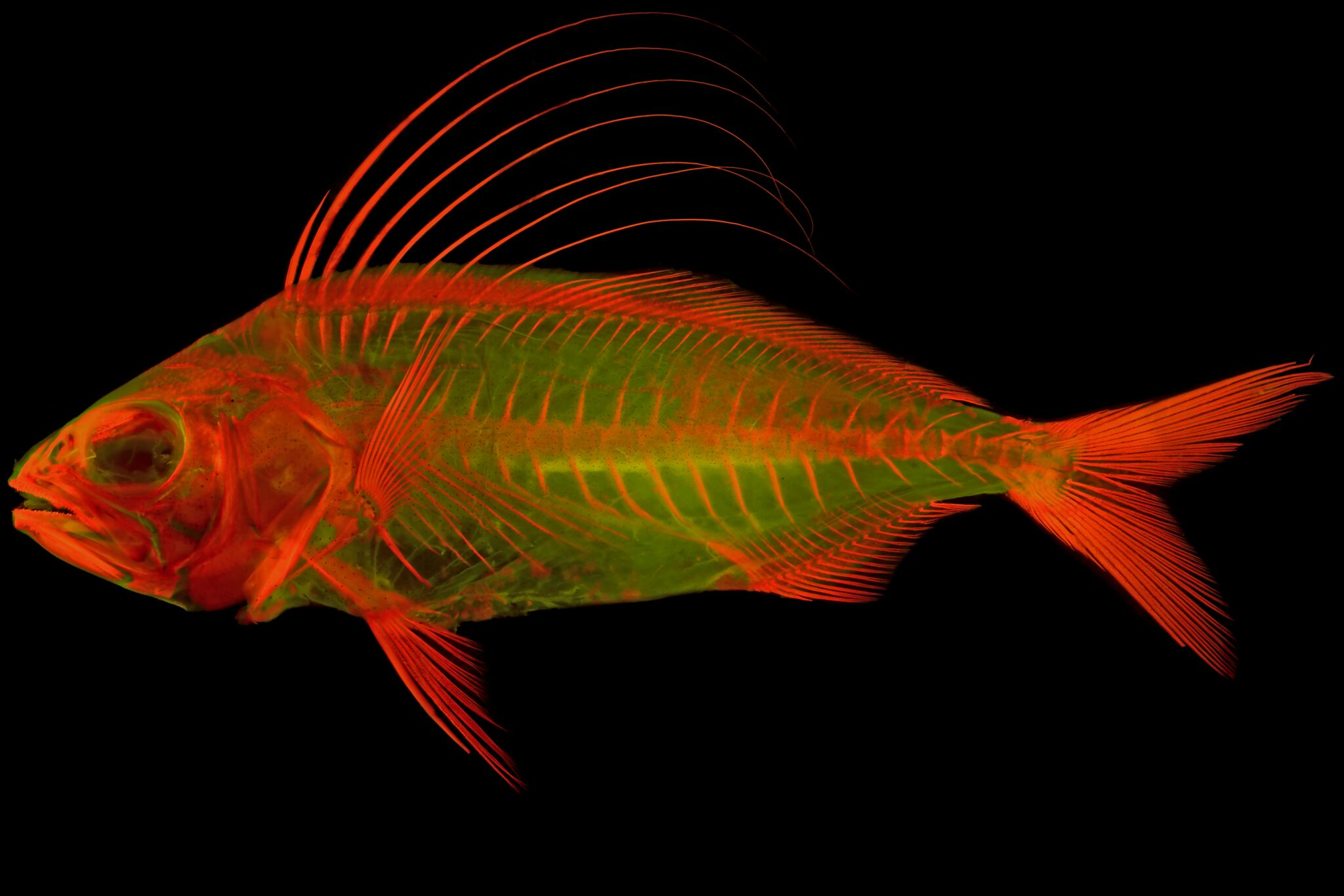
Skelettfärbung bei Nematistius pectoralis
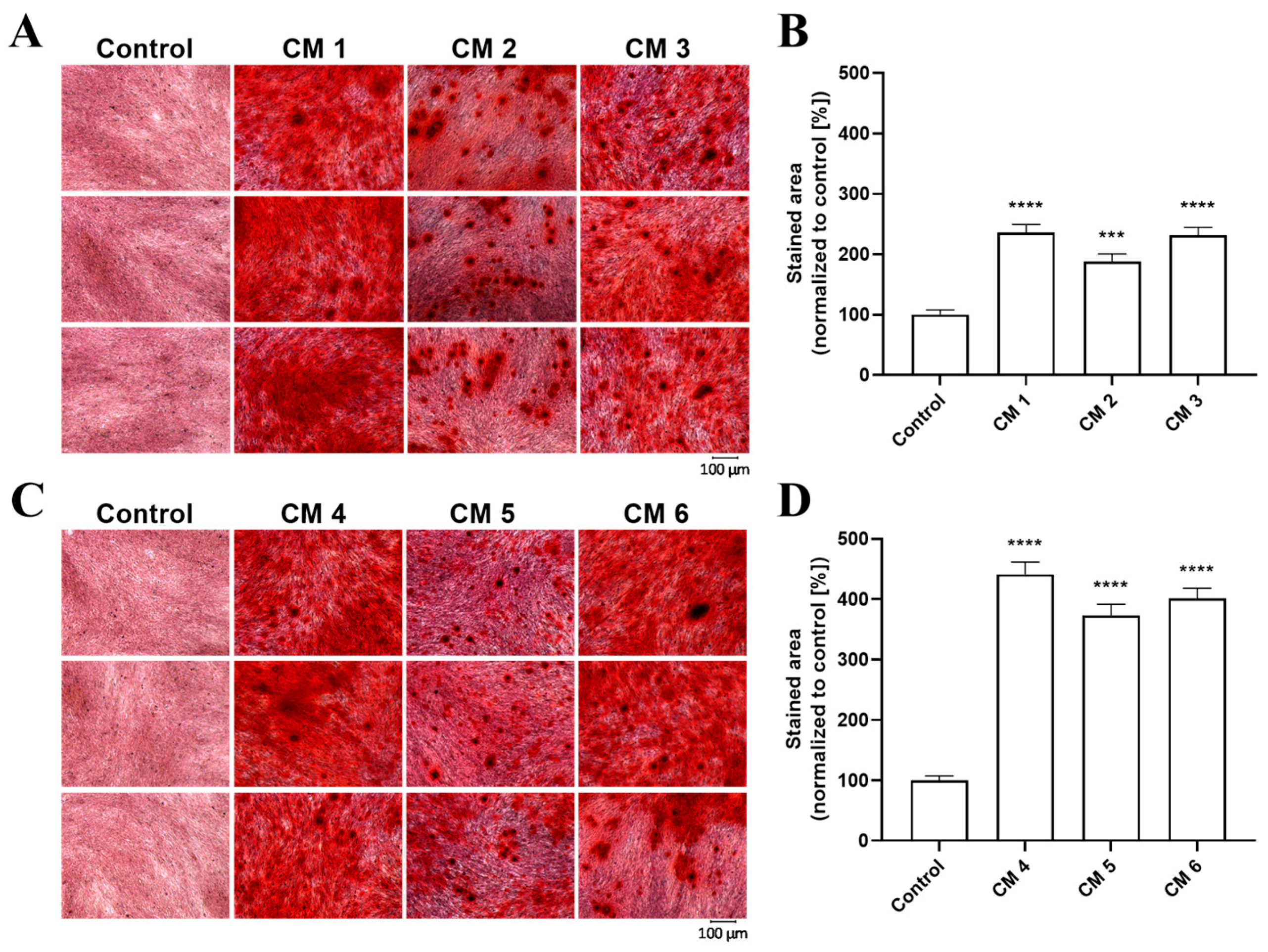
Zementoblasten in Zellkultur